# Stazione di Vannes
La stazione di Vannes (in francese Gare de Vannes) è la principale stazione ferroviaria di Vannes, Francia.